# Cees van Swieten
Cees van Swieten (1948) is een Nederlands beeldhouwer en schilder uit Leersum. Van Swieten maakt vooral beelden voor de open ruimte. Cees van Swieten zoekt zijn inspiratiebronnen in de natuur. Meerdere van zijn ontwerpen bestaan uit een combinatie van twee verschillende materialen, zoals een zwerfkei met een ander materiaal. Zo kan het schapenlichaam bestaan uit een veldkei en de poten of kop van metalen toevoegsels. Zijn beelden zijn vaak dierfiguren als schapen, herten, paarden, vogels en kippen. Hij werkt hierbij samen met zijn zoon Bas van Swieten.
Cees van Swieten is aangesloten bij Kunstgilde Heuvelrug.

## Werk

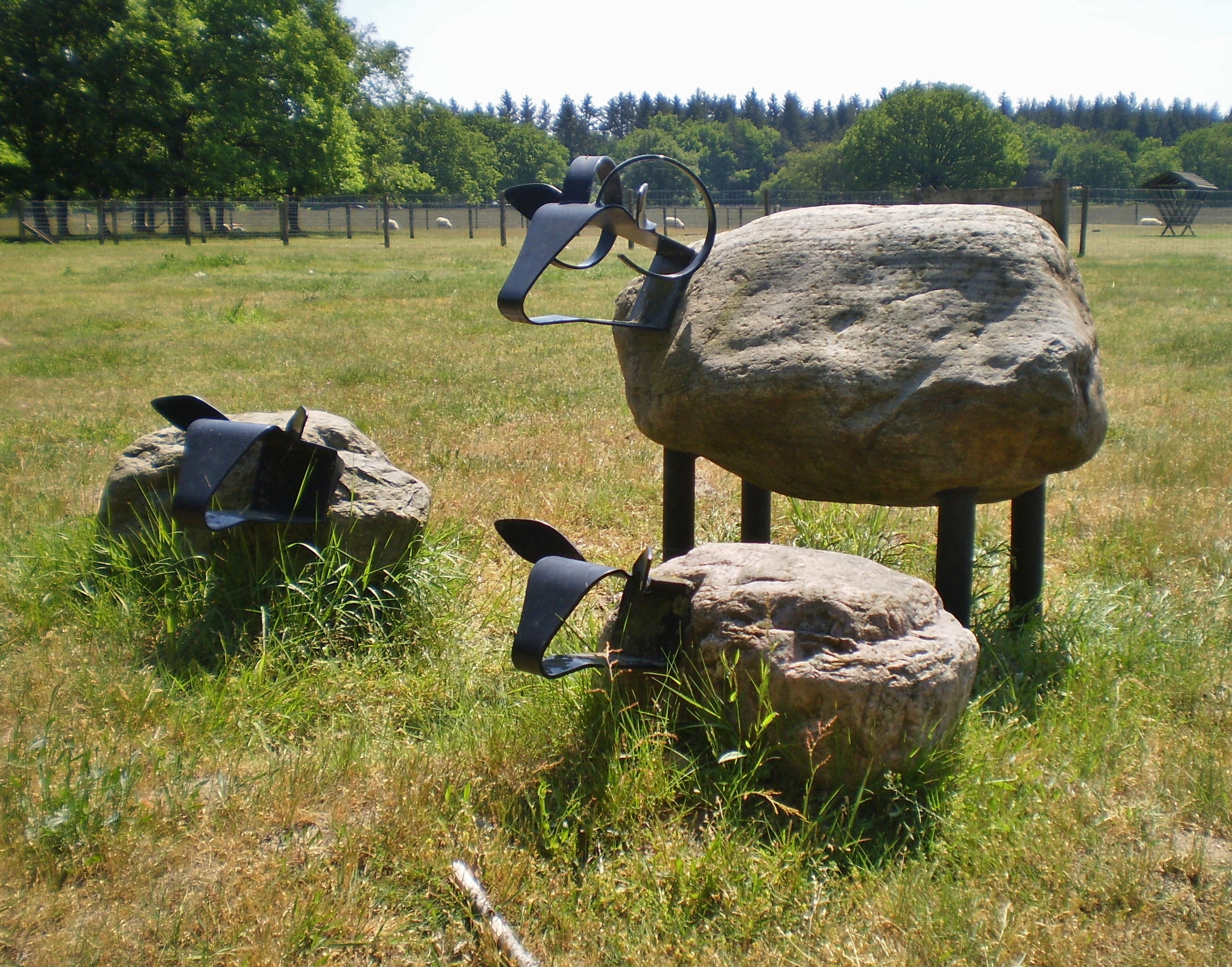
Schapen bij de Tafelberg in Blaricum

- 18 Schapen - hoek Diemenpolderweg en de Vogelweg Oud-Diemen (2016)[3]
- 3 Shetlandpony's - op en bij de rotonde in Donderen. (2014) De pony in de groenstrook heeft een zadel zodat het als foto-object kan worden gebruikt. In Donderen en omgeving werden veel paarden gefokt.
- 10 Schapen, rotonde Ericalaan Ermelo (2013); Verwijzing naar de schapen op de Ermelosche en Groevenbeekse Heide.[4]
- Schapen - Bernard van Kreelpoort Veenendaal (2012)
- Schapen - Oude Naarderweg 2, Blaricum (2008) Ter gelegenheid van de schapen die omkwamen bij een brand in de schaapskooi.
- De Schapentrek - rotonde Scherpenzeelseweg / Rijksstraatweg (N225) Leersum
- Rotondeschapen - Vriezerweg / Meerweg in Vries (2008)
- De Lombokpalen (2000) - Rijksstraatweg Leersum, bij het begin van de Lomboklaan

- RKD-Nederlands Instituut voor Kunstgeschiedenis: 304903